# Știința dreptului

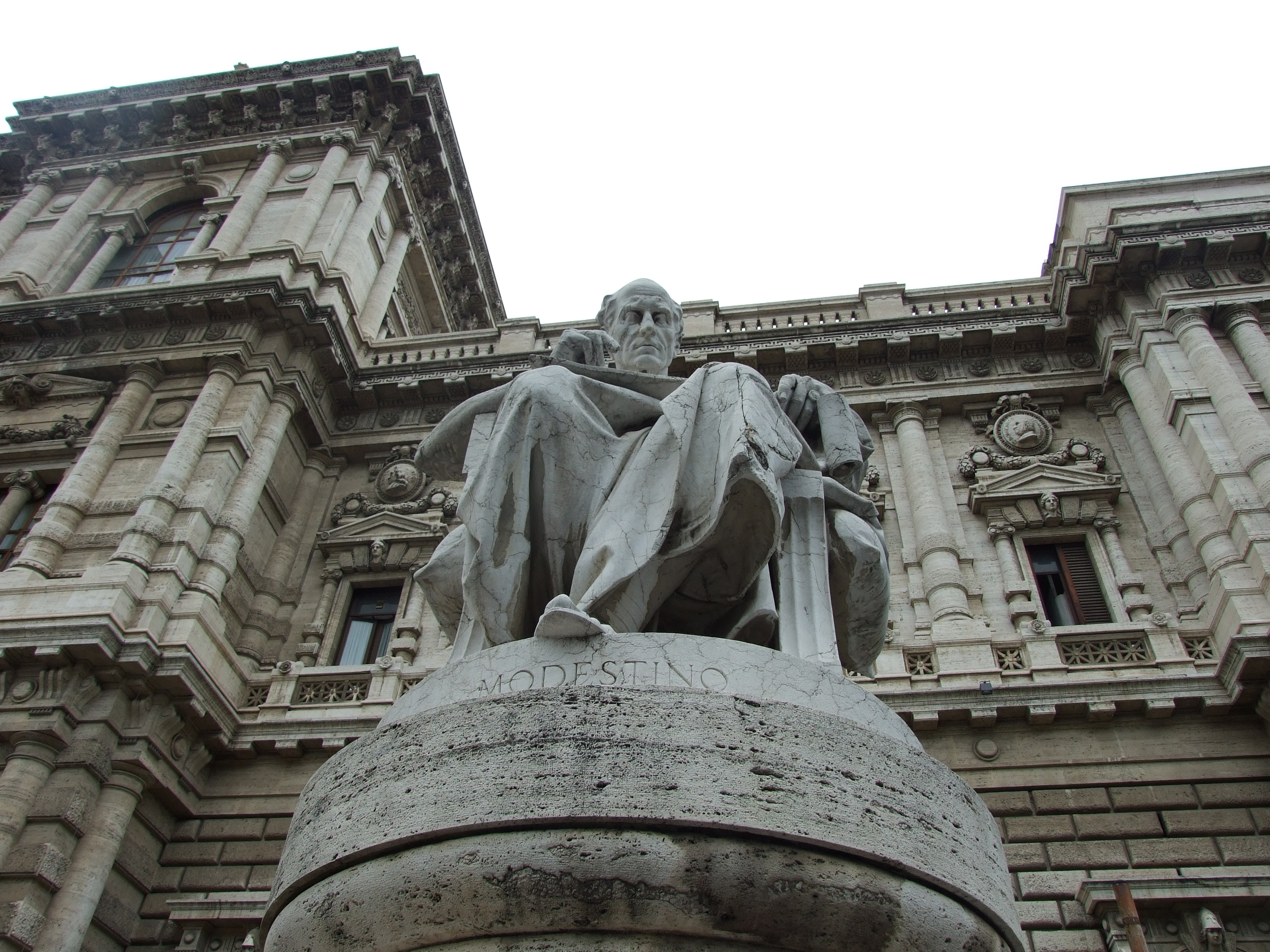
Modestin, unul dintre marii jurisconsulți ai Imperiului Roman

Știința dreptului sau știința juridică este știința socială care are ca obiect studiul, interpretarea, integrarea și codificarea unui sistem juridic pentru justa lui aplicare. Știința juridică studiază legile existenței și dezvoltării statului, dreptului, și instituțiilor lor politice și juridice.
Rolul științei dreptului este de a determina dezvoltarea de-a lungul istoriei a sistemelor juridice, relația lor cu celelalte științe sociale și modul în care acestea au influențat societatea și au fost influențate, la rândul lor, de aceasta. 

## Nume
Cele mai frecvent utilizate expresii, pentru a se face referință la această disciplină, sunt cele deja menționate mai sus (știința dreptului sau științe juridice); dar de multe ori, de asemenea, li se mai atribuie și următoarele denumiri:
- Știința dogmatică a Dreptului;
- Filosofia dreptului;
- Teoria Dreptului;
- Jurisprudența;
- Sistematică juridică;
- Dreptul științific (Juridica științifică)